# آبستینیا سنت لژه ابرل
آبستینیا سنت لژه اِبِرل (انگلیسی: Abastenia St. Leger Eberle؛ ۶ آوریل ۱۸۷۸ – ۲۶ فوریهٔ ۱۹۴۲) مجسمه‌ساز اهل ایالات متحده آمریکا بود. تندیس بردهٔ سفید او که نمایشی از استثمار جنسی کودکان بود، جنجال بسیار آفرید و شهرت جهانی یافت.